# Ctenichneumon flaviperfundatus
Ctenichneumon flaviperfundatus är en stekelart som beskrevs av Heinrich 1965. Ctenichneumon flaviperfundatus ingår i släktet Ctenichneumon och familjen brokparasitsteklar. Inga underarter finns listade i Catalogue of Life.